# Comuna de Izabelin
Izabelin (polaco: Gmina Izabelin) é uma gminy (comuna) na Polónia, na voivodia de Mazóvia e no condado de Warszawski zachodni. A sede do condado é a cidade de Izabelin.
De acordo com os censos de 2004, a comuna tem 9 905 habitantes, com uma densidade 152,4 hab/km².

## Área
Estende-se por uma área de 64,98 km², incluindo:
- área agricola: 8%
- área florestal: 91%

## Demografia
Dados de 30 de Junho 2004:
|                      | Total   | Total | Mulheres | Mulheres | Homens  | Homens |
| -------------------- | ------- | ----- | -------- | -------- | ------- | ------ |
|                      | pessoas | %     | pessoas  | %        | pessoas | %      |
| População            | 9 905   | 100   | 5 073    | 51,2     | 4 832   | 48,8   |
| Densidade (pop./km²) | 152,4   | 100   | 78,1     | 78,1     | 74,4    | 74,4   |

De acordo com dados de 2002, o rendimento médio per capita ascendia a 1 824,66 zł.